# I de gode gamle dage
I de gode gamle Dage er en spillefilm fra 1940 instrueret af Johan Jacobsen efter manuskript af Kelvin Lindemann - den sidste i serien om Fy og Bi.

## Handling
Vore to venner, Fy og Bi, kommer som så mange gange før vandrende henad landevejen uden mål og - uden mad. Sulten plager dem, og de standser med store øjne ved en bagerbil, hvis bagdør står åben og åbner udsigten til overdådige bakker med wienerbrød og borgmesterstænger. De får sig dog en lang næse og vandrer videre til en gammel borg, hvor de søger natlogi. I borgkælderen åbner de en bog - og straks er de selv tilbage i det 15. århundredes spændende begivenheder og drabelige kampe. Og atter er vi tilbage i borgkælderen, hvor Fy nu med et smæk lukker den støvede, gamle bog, og de to begiver sig atter ud på landevejen.

## Medvirkende
- Carl Schenstrøm
- Harald Madsen
- Johannes Meyer
- Lise Thomsen
- Carl Fischer
- Poul Reichhardt
- Eigil Reimers
- Chr. Arhoff
- Clara Østø
- Helga Frier
- Elith Foss
- Gunnar Lemvigh
- Peter Nielsen
- Kai Holm